# Гептаселенид тетрапразеодима
Гептаселенид тетрапразеодима — бинарное неорганическое соединение
празеодима и селена
с формулой Pr4Se7,
кристаллы.

## Получение
- Нагревание чистых веществ в вакууме:

{\displaystyle {\mathsf {4Pr+7Se\ {\xrightarrow {1370^{o}C}}\ Pr_{4}Se_{7}}}}

## Физические свойства
Гептаселенид тетрапразеодима образует кристаллы
тетрагональной сингонии,
пространственная группа P 4/mbm,
параметры ячейки a = 0,844 нм, c = 0,849 нм, Z = 2
.
Также утверждается, что на самом деле ячейка вырожденная,
моноклинной сингонии,
пространственная группа P 21/a,
параметры ячейки a = 0,844 нм, b = 0,844 нм, c = 0,849 нм, β = 90,0°, Z = 2,
структура типа гептаселенида тетралантана La4Se7 .
Соединение образуется по перитектической реакции при температуре 1370°С
и имеет область гомогенности 63÷64,3 ат.% селена.